# ジークフリート・ワーグナー

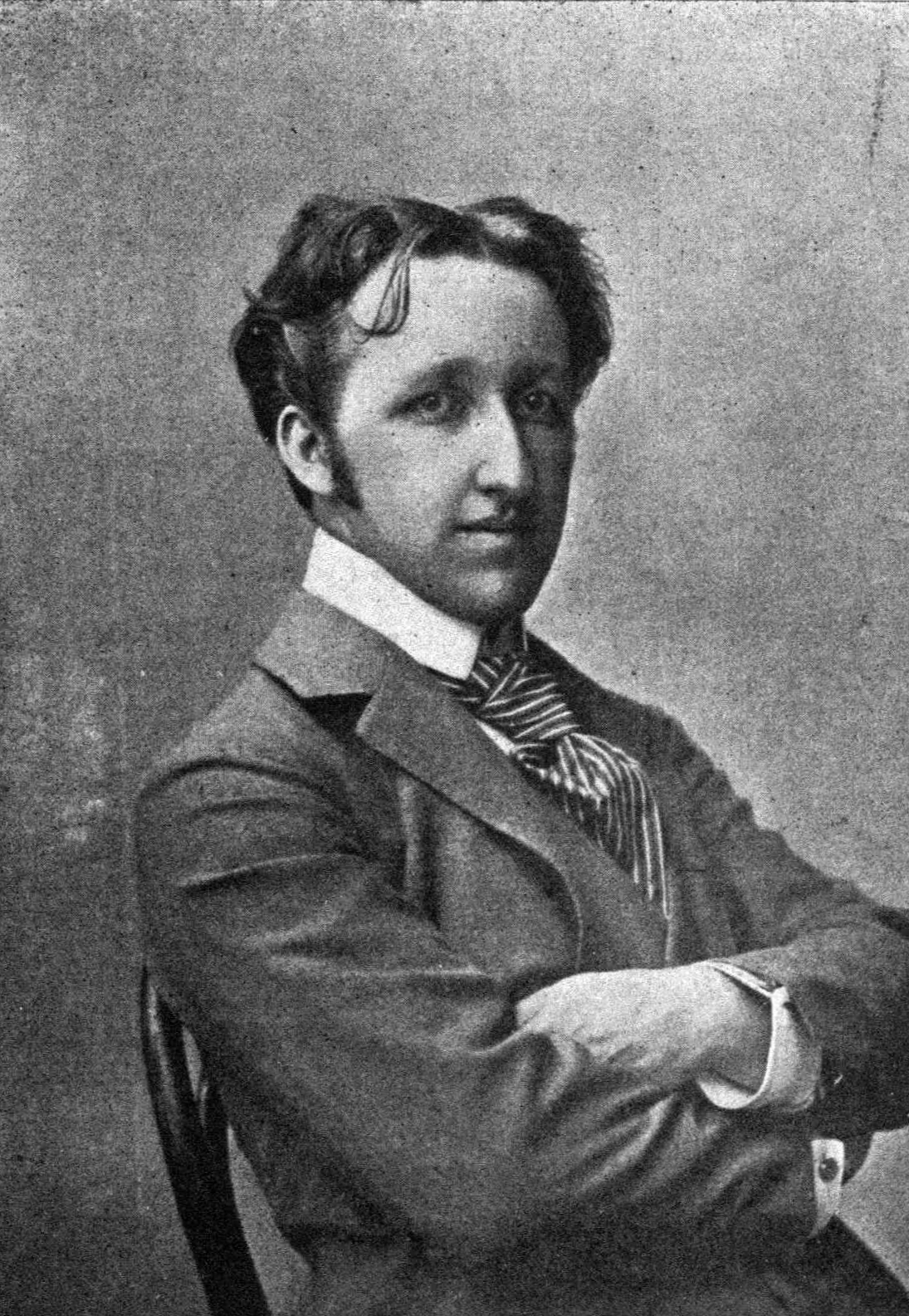
ジークフリート・ワーグナー（1896年）

ジークフリート・ワーグナー（Siegfried Helferich Richard Wagner, 1869年6月6日 - 1930年8月4日）は、ドイツの作曲家、指揮者、演出家。リヒャルト・ワーグナーとコジマ・フォン・ビューローの子で、フランツ・リストの孫。

## 生涯
1869年6月6日にスイスのルツェルン湖畔のトリプシェンで生まれた。
当初は父リヒャルトが必ずしも音楽家の道を強制しなかったこともあり、建築家を志し建築学を専攻していた。だが徐々に後継者としての使命感に目覚め、父の弟子フンパーディンクに師事、作曲を学んだ。作曲家としては多作で、オペラの作曲数は19と父親よりも多く、台本も自ら執筆している。この他に交響詩や協奏曲などの器楽曲も手がけた。ただし作品は生前から評価が高くなく、今日の標準的なレパートリーにもどれ一つ残っていない。1896年にはバイロイト音楽祭の『ニーベルングの指環』で指揮者としてもデビューを果たした。指揮者としては相当な腕の持ち主で、バイロイト祝祭の一時期を支える一方、ドイツ各地でも巡演をおこなった。1908年からは同音楽祭の終身芸術監督に就任し、いくつかの新演出も担当した。後年の『トリスタン』では舞台を簡素化した上で、最新の照明技術を積極的に駆使するなど、「新バイロイト様式」のはしりとも言える革新的試みもおこなったが、1930年、母コジマ・ワーグナーの後を追うようにバイロイトにて心臓発作で他界した。
性格は極めて温厚で円満であり、癇癪や偏見、浪費といった父親の悪癖とも無縁だった。その人柄には多くの音楽家が惹き付けられ、気むずかし屋で知られたトスカニーニも彼のためにバイロイト音楽祭への出演を快諾している。その気質からか、台頭しはじめていたナチズムにも終始距離を保ち続けた。
ジークフリートは密かに両性愛者であったとも言われており、異性にはともかく、結婚にはほとんど関心を示さなかった。1914年にバイロイト音楽祭において、17歳のヴィニフレート・クリントヴォルトと接触する機会が用意され、1915年9月22日に両者は結婚した。2人がもうけた子供は、以下の4人である。
1. ヴィーラント (1917年 - 1966年)
2. フリーデリンデ (1918年 - 1991年5月8日)
3. ヴォルフガング (1919年 - 2010年)
4. ヴェレナ (1920年 - 2019年)

このほかにジークフリートは、牧師の娘との間に私生児ヴァルター・アイグン（Walter Aign）を儲けた。ヴァルターはジークフリートの存命中に、バイロイト祝祭歌劇場のコレペティートルに雇われたが、ジークフリートの没後にヴィニフレート未亡人が劇場運営を支配するようになって解雇されている。
ジークフリートは晩年、オーケストラを指揮をしていくつかの録音を残している。録音はどれも自身および父リヒャルトの作品であり、その中にはリヒャルトがジークフリートと母コジマのために作曲した『ジークフリート牧歌』も含まれている。

## 主要作品一覧

### オペラ
- 熊の皮を着た男 (Der Bärenhäuter) 1898年
- いたずら好きの公爵 (Herzog Wildfang) 1900年
- 小鬼 (Der Kobold) 1903年
- 陽気な兄弟 (Bruder Lustig) 1904年
- 星の掟 (Sternengebot) 1906年
- バナディートリッヒ (Banadietrich) 1909年
- 黒鳥の王国 (Schwarzschwanenreich) 1910年
- 太陽の炎 (Sonnenflammen) 1912年
- 異教徒の王 (Der Heidenkönig) 1913年
- 平和の天使 (Der Friedensengel) 1914年
- すべては小さな帽子のせい (An allem ist Hütchen schuld!) 1915年
- 愛の犠牲 (Das Liebesopfer) 1917年
- マリーエンブルクの鍛冶屋 (Der Schmied von Marienburg) 1920年
- ラインウルフとアデラシア (Rainulf und Adelasia) 1922年
- 神聖な菩提樹 (Die heilige Linde) 1927年
- 妄想の犠牲 (Wahnopfer) 1928年
- ヴァラムント (Walamund) 1928年-1929年
- ヴェルンハルト (Wernhart) 1929年
- それぞれの人がこうむったちょっとした呪い (Das Flüchlein, das Jeder mitbekam) 1929年

### 管弦楽曲
- 交響曲ハ長調 (Symphonie in C) 1925年–1927年
- 交響詩『憧れ』 (Sehnsucht) （フリードリヒ・フォン・シラーの詩による） 1895以前
- 交響詩『幸福』 (Glück) 1923年
- スケルツォ『かくてこの世に悪魔があふれれば』 (Und wenn die Welt voll Teufel wär) 1922年
- ヴァイオリン協奏曲 (Konzert für Violine mit Begleitung des Orchesters) 1916年
- フルートと小管弦楽のための協奏曲 (Konzertstück für Flöte und Kleines Orchester)
- 牧歌 (Ekloge) - フランツ・リストの『巡礼の年第1年 スイス』の同名曲を編曲